# 辉瑾
辉瑾（1919年5月31日—2005年2月19日），越南诗人。原名瞿辉瑾，又译瞿辉近，河静省香山县人。越南共产党党员，越南作家协会会员。

## 生平
辉瑾初学园林，后从事文学，1930年代投入新诗运动。1940年出版第一部诗集《灵火》，早期作品多是风月伤怀之作。1945年7月底，出席新潮国民大会，成为全国民族解放运动会委员，与陳輝燎、阮良鹏一起前往顺化，接受保大皇帝的退位。曾任临时政府农业部长、特别清查部部长，统一后越南的经济部副部长、政府会议秘书长、越南文学艺术联合会主席等职。

## 作品
辉瑾的主要作品有《天越来越亮》（Trời mỗi ngày lại sáng）、《百花盛开的地方》（Đất nở hoa）、《生命之歌》（Bài thơ cuộc đời）、《六十年代》（Những năm sáu mươi）、《近的战场与远的战场》（Chiến trường gần đến chiến trường xa）等。

## 家庭
其子瞿輝何武是越南異見人士。